# Riu Gard
El Gard, també dit Gardon, és un riu d'Occitània que neix a la serralada de les Cevenes i aflueix per la dreta al Roine. Al seu recorregut es troba el cèlebre Pont del Gard.